# Gestalt terapie
Gestalt terapie je humanistický, prožitkový a psychosomatický směr v psychoterapii. Osoby jsou představovány jako otevřené systémy provázané se svým okolím. Cílem je u osob dosáhnout sjednocení těla, pocitů a rozumu. Vyrovnanost osobnosti nastává, když vnější projevy (vědomí – vyjadřování, chování, vzhled, činy) souhlasí s vnitřními pocity (podvědomí – emoce, pohnutky, pudy).

## Kořeny
Gestalt terapie vznikla ve 40.– 50. letech 20. století. K jejím zakladatelům patří Fritz Perls, Laura Perls a Paul Goodman. Je založena na dynamické teorii systémů, fenomenologii, funkcionální analýze, psychologii myšlení, synergii. Inspiruje se také existencialismem, holismem a východními duchovními naukami, v prvé řadě zen-buddhismem. Zaměřuje na přítomnost, na prožívání a vyjadřování emocí.

## Principy
Gestalt terapie je v podstatě otevřený systém – jeho prvním principem je totiž „teď a tady“. Je to vlastně jediné „dogma“, které Gestalt terapie má. Její další principy, jakkoli jasné a vyhraněné, se jinak podřizují realitě, v níž se terapeut a jeho klient právě nacházejí.

### Teď a tady
Gestalt terapie se neslučuje s kauzálním přístupem (nehledá příčiny), ani s přístupem finálním (nehledá účel). Minulost a budoucnost si uvědomujeme – někdy dost koncentrovaně – v přítomném okamžiku. Tím není řečeno, že se nemůžeme dívat zpět či dopředu – často je to dokonce nutné, ale i o tom se rozhodujeme zase jen z pozice „teď a tady”.

### Uvědomění
Co si neuvědomuji, není moje a nemohu s tím zacházet. Naopak to, co si uvědomím, mi nabízí možnost být bohatší, celistvější, zdravější… Každý má široký repertoár způsobů, jak se vyhnout uvědomění; rozpoznat tyto způsoby – totiž uvědomit si je – bývá často první krok ke změně.

### Zkušenost
Co si zažiji, mohu pochopit a integrovat. Osobní zkušenost je předpoklad i prostředek osobní změny. Zvlášť důležitá je zkušenost senzorická (ve smyslu úsloví „lose your mind and come back to your senses”); nicméně pro zakotvení změny je důležitá i zkušenost kognitivní.

### Kontakt
Každý člověk si vytváří a obnovuje vědomí, že „já” není „ty”, ačkoli koexistují. Být v kontaktu se sebou (s některou svojí částí, již si právě uvědomuji) nebo s okolím (s lidmi, rodinou, kulturou, jež si právě uvědomuji) znamená být v napětí mezi tím, co je staré, známé a rigidní a tím, co je nové, neznámé a zdravé.

### Fenomenologie
Jedním ze základních principů, na nichž Gestalt psychoterapie staví, je fenomenologie. Svět je takový, jaký se nám jeví, neboť je to člověk/subjekt, kdo jej vnímá a zároveň spoluvytváří. Proto je možné, či dokonce užitečné, věřit svým smyslům, věřit tomu, co cítím a co si myslím, neboť to je nejen můj dojem, ale i součást reality. Vyměňují-li si klienti a terapeuti své „dojmy”, své pocity a myšlenky, jsou v realitě a mají reálný vztah.

### Pole
Jak klienti, tak terapeuti existují v určité, velmi konkrétní síti vztahů. Pro terapii má největší význam jejich vzájemné pole, jejich vzájemný vztah, v němž se dříve či později reprodukují zážitky, vzorce, postoje z jejich života; jinak řečeno, toto pole se organizuje ve shodě s potřebami klienta. Změna v poli terapeut – klient pak zpětně navozuje aspoň možnost změny v poli klienta.

### Holismus
Holismus vidí člověka v jednotě s prostředím, ve kterém žije. Člověk je součástí tohoto prostředí (pole) a v interakci s ním realizuje své potřeby. To znamená, že člověk vstupuje se svým prostředím do vztahu, ve kterém se on a prostředí vzájemně ovlivňují a mění, přičemž cílem této interakce je udržování rovnováhy a růst.

### Dialog
Terapeut a jeho klient jsou partneři. Jediný významný rozdíl mezi nimi je v tom, jak si uvědomují vnitřní a vnější svět: terapeuté jsou v tomto smyslu „pokročilejší“, a proto i kompetentní k tomu, aby poskytli doprovod druhému. Klienti si do terapie přicházejí pro podporu – a opouštějí ji tehdy, když nalezli zdroje své sebe-podpory.

### Zodpovědnost
Terapeut má funkci toho, kdo nabízí uvědomění, sebepoznání a změnu a je na klientovi, zda tuto nabídku přijme či odmítne – je to jeho osobní zodpovědnost, a tu z něho terapeut nesejme. Brát si zodpovědnost za sebe, byť „jen“ v terapii, je postoj, který Gestalt terapie preferuje. Nejde o morální hledisko (co by kdo měl či neměl), nýbrž o schopnost reagovat na výzvy, které přináší realita.

### Kreativita
Kdo přijme princip „teď a tady“ za svůj, připouští, že život je vlastně neustálá improvizace. Terapeut se nemůže plně spolehnout na osvědčené postupy a jiná schémata, nýbrž jen na svoje uvědomění, a to znovu a znovu nabízí klientovi. Tak spoluvytváří prostor pro uzdravení a změnu.

### Růst
Zaměří-li se terapeut na patologii, posiluje ji. Proto Gestalt terapie programově odmítá patologické paradigma a jako alternativu nabízí růst: ať už osobní (uvědomuji si své kvality a zdroje, stává se ze mne dospělejší a zdravější osobnost) či duchovní (uvědomuji si své vztahy, svůj potenciál a svoje poslání).

## Techniky
K nejznámějším technikám Gestalt terapie patří:
- horká židle (klient prožívá intenzivně své „teď a tady“ – zpravidla ve skupině, tedy druhým lidem na očích, s tím, že terapeut ho důsledně podporuje v uvědomění),
- prázdná židle (terapeut umístí na židli naproti klientovi něco či někoho z jeho života, konfrontuje ho a vede k nové zkušenosti),
- identifikace (terapeut nabídne klientovi, aby se ztotožnil s určitou částí reálné situace nebo snu, nechá ho za ni mluvit či jednat, než se objeví osobní obsah, který může klient integrovat a dále zužitkovat).

Gestalt terapie často využívá experimenty a jiné kreativní techniky (práce s tělem, hlasem, psaním, kreslením…). Experimentální je ovšem z principu, pokaždé totiž nabízí novou zkušenost, nové poznání a zárodek osobní změny. Je ale pouze na klientovi samotném, zda a jak tuto šanci využije.